# La Rosa, Otzolotepec
La Rosa är en ort i kommunen Otzolotepec i delstaten Mexiko i Mexiko. Samhället hade 608 invånare vid folkräkningen år 2020.